# Jan Malinowski (dyrygent)
Jan Malinowski (ur. 7 czerwca 1915 w Honoratówce w powiecie rohatyńskim, zm. 22 grudnia 2001) – polski dyrygent, działacz muzyczny i pedagog.

## Życiorys
Urodził się w Honoratówce w pobliżu miasta Stanisławów (dziś Iwano-Frankiwsk), w rodzinie Ignacego. Naukę gry na oboju rozpoczął w roku 1938 w Polskim Towarzystwie Muzycznym we Lwowie, lecz musiał ją przerwać z chwilą wybuchu II wojny światowej. W tym okresie pracował jako muzyk, grywając na oboju w orkiestrze symfonicznej w Drohobyczu.
Kolejnym etapem była przeprowadzka do Tbilisi w Gruzji, gdzie grał w Narodowym Teatrze Dramatycznym oraz w późniejszym okresie w Filharmonii Gruzińskiej.
Latem 1943 roku podczas formowania 1 Warszawskiej Dywizji Piechoty im. Tadeusza Kościuszki w Sielcach nad Oką Jan Malinowski wstąpił w szeregi Wojska Polskiego, gdzie przeszedł szlak bojowy aż do Kołobrzegu na stanowisku dyrektora teatru 3 Dywizji Piechoty im. Romualda Traugutta.
Po wojnie zamieszkał na Wybrzeżu, studiując muzykę w Gdańsku i Sopocie, a w roku 1953 uzyskał dyplom z dyrygentury w klasie prof. Bohdana Wodiczko. W tym też czasie pracował w Filharmonii Bałtyckiej oraz prowadził akademicki zespół Wyższej Szkoły Handlu Morskiego w Sopocie.
W roku 1954 przeprowadził się do Opola, gdzie w Opolskiej Orkiestrze Symfonicznej pracował na stanowisku dyrygenta. Równocześnie pracował w Państwowej Szkole Muzycznej. Przez 12 lat był kierownikiem artystycznym Zespołu Pieśni i Tańca „Opole”.

## Ordery i odznaczenia
- Złoty Krzyż Zasługi (11 lipca 1955)[1]